# Rożniątów (gromada)
Rożniątów (od 31 XII 1959 Szymiszów)  – dawna gromada, czyli najmniejsza jednostka podziału terytorialnego Polskiej Rzeczypospolitej Ludowej w latach 1954–1972.
Gromady, z gromadzkimi radami narodowymi (GRN) jako organami władzy najniższego stopnia na wsi, funkcjonowały od reformy reorganizującej administrację wiejską przeprowadzonej jesienią 1954 do momentu ich zniesienia z dniem 1 stycznia 1973, tym samym wypierając organizację gminną w latach 1954–1972.
Gromadę Rożniątów z siedzibą GRN w Rożniątowie utworzono – jako jedną z 8759 gromad na obszarze Polski – w powiecie strzeleckim w woj. opolskim, na mocy uchwały nr VII/30/54 WRN w Opolu z dnia 4 października 1954. W skład jednostki weszły obszary dotychczasowych gromad Rożniątów, Szymiszów i Dolna ze zniesionej gminy Szymiszów w tymże powiecie. Dla gromady ustalono 27 członków gromadzkiej rady narodowej.
31 grudnia 1959 do gromady Rożniątów włączono wieś Kalinów ze zniesionej gromady Kalinów w tymże powiecie, po czym gromadę Rożniątów zniesiono przez przeniesienie siedziby GRN z Rożniątowa do Szymiszowa i zmianę nazwy jednostki na gromada Szymiszów.